# تی‌یرز فور فی‌یرز
تی‌یرز فور فی‌یرز (انگلیسی: Tears for Fears) یک گروه موسیقی پاپ / راک انگلیسی است که در سال ۱۹۸۱ توسط رولاند اورزابل و کورت اسمیت در شهر باث تشکیل شد.